# Kraljica juga
Kraljica juga (špa. La Reina del Sur) telenovela je produkcijske kuće Telemundo. Glavne uloge imali su Kate del Castillo, Humberto Zurita, Rafael Amaya, Iván Sánchez i Cristina Urgel.

## Sinopsis
Teresa Mendoza rođena je u Culiacánu na obali Pacifika. Ulice njezinog gradića pune su dilera, lopova i korumpiranih policajaca koji su u stanju ubiti bilo koga da ne izgube kontrolu nad trgovinom kokaina između SAD-a i Kolumbije. Ipak u takvom okruženja mlada Teresa proživljava najljepšu ljubavnu priču s odabranikom svog srca, Guera Davilom, pilotom koji ima tajni život. No uskoro telefon zazvoni, a Teresa se mora suočiti s gorkom sudbinom, njezin Guero je ubijen, jer je odao previše tajni narko dilera Epifanija Vargasa. Sada su njegovi pomoćnici u potrazi za Teresom te je žele ubiti. Nakon što je pobjegla iz Meksika pred svojim progoniteljima, Teresa odlazi u Španjolsku u Melillu gdje radi sve što joj se ponudi, a počne voditi i financije galicijskog krijumčara Santiaga Fisterre u kojeg se zaljubi. U Puertu de Santa Maria Teresa će upoznati novi svijet krijumčarenja droge te postati kokainska kraljica Costa del Solea. Tada je spremna obračunati se sa svojim najljućim neprijateljem, Epifanom Vargasom, koji ima nove ambicije, one političke. Od naivne djevojke koja je izgubila ljubav svog života, Teresa postaje snažna žena koja kontrolira trgovinu drogom i postaje ‘kraljica juga’ spremna na osvetu…

## Uloge
| Glumac            | Lik                                  | Opis |
| ----------------- | ------------------------------------ | --- |
| Kate del Castillo | Teresa Mendoza                       | Teresa je skromna djevojka iz Sinaloa u Meksiku koja je radila u mjenjačnici i zaljubila se u pogrešnog čovjeka. Nakon što su ga ubili narko dileri Teresa se morala suočiti sa svojom gorkom sudbinom. No ipak ona će postati najmoćnija dilerica kokainom, odnosno Kraljica juga.                                                                                      |
| Humberto Zurita   | Epifanio Vargas                      | Epifanio Vargas je 60-ogodišnji mafijaš iz Sinaloa. Drag i ljubazan, no previše opasan za svakog svog neprijatelja. On je pravi Guerov ubojica i najljući protivinik lijepe Terese. |
| Rafael Amaya      | Raimundo Dávila Parra "El Güero"     | Markantan i zgodan 25-ogodišnjak odmah je osvojio Teresu. On je šarmantan, pristupačan mladić meksičko –američkog podrijetla i pilot. Osjeća fatalističku ljubav prema Teresi, no s obzirom na to da se upleo u mutne poslove Guero će platiti veliku cijenu. On je prva Teresina ljubav koju ona nikada neće zaboraviti.                                                |
| Iván Sánchez      | Santiago López Fisterra "El Gallego" | Santiago je 30-ogodišnji vozač brzih brodova. Skroman je i potpuno drugačiji od Teresine prve ljubavi Guera. On je ozbiljan i koncentriran te pomalo samozatajan čovjek. Ipak ima veliku strast za životom i mnogo hrabrosti. Zaljubit će se u Teresu te je naučiti svemu što zna o krijumčarenju, brodovima i jedrenju. On će biti Teresin poslovni i ljubavni partner. |
| Cristina Urgel    | Patricia O' Farrell                  | Patricija je Teresina najbolja prijateljica i poslovna partnerica iz zatvora. Zajedno s Teresom Patricia će stvoriti veliko carstvo kao dilerica u južnoj Španjolskoj. Ona je irsko – španjolskog podrijetla, iz aristokratske obitelji, biseksualaka i ovisnica o kokainu. Manično je zaljubljena u Teresu, iako to prikriva ispod maske cinizma i okrutnosti.          |
| Alberto Jiménez   | Oleg Yasikov                         | Oleg je 45-ogodišnji ruski mafijaški šef u Španjolskoj. Zgodan, naočit i jak, Oleg je oličenje čeilčne snage. On je dobar Teresin prijatelj te odličan poslovni savjetnik. Oleg je njezin zaštitnik i važna figura u životu. |
| Miguel de Miguel  | Teo Aljarafe                         | Teo je 48-ogodišnji odvjetnik. On je andaluzijski aristokrat, Patricijin prijatelj i bivši ljubavnik. Sjajan je financijski genij koji će pomoći Teresi da poveća svoje bogatstvo. Teo će postati Teresin ljubavnik koji neće uspjeti osvojiti srce Kraljice juga. |